# Алст (окръг)
Алст (на нидерландски: Aalst) е окръг в Северна Белгия, провинция Източна Фландрия. Площта му е 469 km², а населението – 289 175 души (по приблизителна оценка от януари 2018 г.). Административен център е град Алст.